# Tatjana Rjabkina
Tatjana Rjabkina, född Tatjana Pereliajeva den 3 maj 1980 är en rysk orienterare.
Tatjana Rjabkina har tagit ett flertal internationella mästerskapsmedaljer. Hon tävlar för SoIK Hellas.